# ローレンス・レイトン・スミス
ローレンス・レイトン・スミス（Lawrence Leighton Smith, 1936年4月8日 - 2013年10月25日）はアメリカ合衆国の指揮者、ピアニスト。オレゴン州のポートランドに生まれる。
ポートランド州立大学でアリエル・ルビンシュタインに師事して1956年に学士号を取得した後、ニューヨークのマネス音楽大学でレナード・シュアーに師事して1959年に学士号を取得した。その後、1992年にルイビル大学で博士号を取得した。
1964年、ミトロプーロス国際指揮コンクールで優勝した。その後、メトロポリタン歌劇場准指揮者（1964-1967）、ウェストチェスター交響楽団音楽監督（1967-1969）、フェニックス交響楽団首席客演指揮者（1970-1973）、オースティン交響楽団音楽監督（1972-1973）、オレゴン交響楽団音楽監督（1973-1980）、サンアントニオ交響楽団音楽監督（1980-1985）、ノースカロライナ交響楽団首席客演指揮者（1980-1981）、ルイビル交響楽団音楽監督（1983-1994）を歴任した。ルイビル交響楽団には現在も桂冠指揮者として在籍している。また、ニュージャージー交響楽団首席客演指揮者、サンディエゴのウェスト音楽アカデミー音楽監督（1985-1993）、イェール大学フィルハーモニア管弦楽団芸術監督（1995-2004）を務めた。現在は、コロラド・スプリングス交響楽団音楽監督（2000- ）と、新設のコロラド・スプリングス・フィルハーモニック初代音楽監督（2003- ）を兼任している。その他、オレゴン州のサンリバー音楽祭で17シーズンに渡り音楽監督を務めている。
また、アメリカ交響楽団、ボルティモア交響楽団、シンシナティ交響楽団、ダラス交響楽団、インディアナポリス交響楽団、ミネソタ管弦楽団、ニューヨーク・フィルハーモニック、ロチェスター・フィルハーモニー管弦楽団、セントルイス交響楽団など、アメリカ主要都市のオーケストラに客演歴を持つ。ヨーロッパとアジアにも客演した。
また伴奏ピアニストとして、フランコ・コレッリ、シェリル・ミルンズ、ザラ・ネルソヴァ、ルッジェーロ・リッチ、ジェニー・トゥーレル、レナータ・テバルディ、ワルター・トランプラー、ピンカス・ズーカーマンらと共演した。
録音活動にも精力的に取り組んでおり、ルイビル交響楽団とウィリアム・ボルコム、マルカントニオ・コンソーリ、ジョン・コリリアーノ、ブライアン・フェンリー、ソフィア・グバイドゥーリナ、カレル・フサ、オットー・ルーニング、ボリス・ピリン、ガンサー・シュラー、スティーブン・サバー、ジョーン・タワーらの作品を録音した。
コロラドスプリングスにて没。

## 受賞
- ディッスン賞（コロンビア大学、1998年）